# Barta Dóra
Barta Dóra (Eger, 1975. július 8. –) Harangozó Gyula- és Seregi László-díjas magyar táncművész, koreográfus, érdemes művész, a Kecskeméti Katona József Nemzeti Színház balettigazgatója, a Kecskeméti Kortárs Művészeti Műhelyek Nonprofit Kft. ügyvezetője, a Hírös Agóra Kulturális és Ifjúsági Központ ügyvezető igazgatója, a Halhatatlanok Társulatának örökös tagja.

## Életpályája
1986-1992 között a Magyar Táncművészeti Főiskolán tanult. 1994-ben megalapította a Pódium Tánc- és Balettiskolát, amelyet 2005-ig vezetett. 1995-2001 között a Budapest Táncszínház táncosa volt. 2001-2006 között az Egri Fesztivál Balett művészeti vezetője volt, ezen időszakban a Erlau Táncfesztivál igazgatója volt. 2001-2007 között a Szegedi Kortárs Balett vezető táncosa. 2007-2011 között az egri Gárdonyi Géza Színház tánctagozatának vezetője volt.
2007-2009 között, majd 2011-től a Magyar Táncművészeti Főiskola tanára. 2013-tól a kecskeméti Katona József Színház tánctagozatának, a Kecskemét City Balettnek balettigazgatója. 2008-tól a Badora Társulat vezetője. 2019-ben a Magyar Táncművészeti Egyetemen szerzett diplomát, később elvégezte a Soter-Line Oktatási Központ közművelődési szakember felsőfokú szakképzését. 2021 júniusától a kecskeméti Hírös Agóra Kulturális és Ifjúsági Központ ügyvezető igazgatója. 2023-tól a Magyar Művészeti Akadémia Színházművészeti Tagozatának köztestületi képviselője, 2024-től a kecskeméti Magyar Művészeti Akadémia Regionális Munkacsoportjának képviselője.
Férje Katonka Zoltán táncművész.

## Díjai és kitüntetései
- Harangozó Gyula-díj (2002)
- Imre Zoltán-díj (2003)
- EuróPAS Magyar Táncdíj (2005)
- Érdemes művész (2007)
- Bács-Kiskun Megyei Príma Díj (2016)
- Seregi László-díj (2022)
- XIV. Országos és Nemzetközi Kortárs Összművészeti Találkozó – Legjobb Előadó (2011)
- XIV. Országos és Nemzetközi Kortárs Összművészeti Találkozó – Badora Társulat – Post Scriptum díj (2011)
- Prima-díj – Egri Fesztivál Balett (2006)
- Veszprémi táncfesztivál: Legjobb táncosnő díja (2002)
- Az év táncművésze-díj a Magyar Táncművészek Szövetsége által (2001)
- Táncpedagógusok Országos Szövetsége által adományozott Nívódíj (1999)
- A Magyar Érdemrend lovagkeresztje (2024)
- A Halhatatlanok Társulatának örökös tagja (2025)

## Önálló koreográfiái, rendezései
2024      A makrancos hölgy                                        Kecskeméti Katona József Nemzeti Színház / Kecskemét City Balett  
2024      Puccini: Turandot                                           Magyar Állami Operaház
2024      Purcell: Dido és Aeneas                                 Nemzeti Opera Vilnius
2022      Időn kívül                                                        Művészetek Palotája / Badora Társulat
2022      Purcell: Dido és Aeneas                                 Magyar Állami Operaház
2022      Erkel Ferenc: Bánk bán                                 Kecskeméti Katona József Nemzeti Színház / Kecskemét City Balett                         
2022      Lotus projekt                                                  Nemzeti Táncszínház / Badora Társulat
2021      Les Enfants Terribles – Veszedelmes éden    Magyar Állami Operaház / Magyar Nemzeti Balett
2021      Szentivánéji álom                                           Kecskeméti Katona József Nemzeti Színház / Kecskemét City Balett
2021      Kingdom                                                         Nemzeti Táncszínház / Badora Társulat
2020      Hamupipőke                                                   Kecskeméti Katona József Nemzeti Színház / Kecskemét City Balett
2020      Anna Karenina                                                Kecskeméti Katona József Nemzeti Színház / Kecskemét City Balett     
2019      SACRE                                                           Nemzeti Táncszínház / Badora Társulat
2019      Lélekmadár                                                     Hirös Agóra / Badora Társulat
2019      Bittersweet                                                      DEPO / Badora Társulat
2019      Szentivánéji álom                                           Miskolci Nemzeti Színház / Miskolci Balett
2018      Traviata                                                           Kecskeméti Katona József Színház / Kecskemét City Balett
2018      Danse Noir                                                      MStudio / Sepsiszentgyörgy
2018      Gyöngyhalász                                                 Művészetek Palotája / Badora Társulat
2018      Rómeó és Júlia                                               Kecskeméti Katona József Színház / Kecskemét City Balett  
2018      Balett+Kőszegi                                                Kecskeméti Katona József Színház     
2017      Kodály Promenád                                            Kodály Fesztivál / Kecskemét City Balett
2017      Lajtha                                                               Pesti Vigadó / Badora Társulat
2016      Balett+Airtist                                                    Kecskeméti Katona józsef Színház / Kecskemét City Balett
2016      Pianissimo                                                       Nemzeti Színház / Badora Társulat
2016      Bolero                                                              Kecskeméti Katona József Színház / Kecskemét City Balett
2016      Requiem                                                          Kecskeméti Katona József Színház / Kecskemét City Balett
2016      Ördöghomok                                                   Erkel Színház / Badora Társulat
2016      Megbolydult bolygó                                         Magyar Állami Operaház / Magyar Nemzeti Balett
2016      Lulu                                                                 Nemzeti Táncszínház / Badora Társulat
2016      Balett+Fotográfiai Múzeum                             Kecskeméti Katona József Színház / Kecskemét City Balett  
2015      Balett+Csík+Esszencia                                   Kecskeméti Katona József Színház / Kecskemét City Balett
2015      Carmen                                                           Kecskeméti Katona József Színház / Kecskemét City Balett
2015      Üvegbúra                                                        Nemzeti Táncszínház / Badora Társulat
2015      A Diótörő                                                         Kecskeméti Katona József Színház / Kecskemét City Balett
2014      Garcia Lorca Háza                                          MStudio / Sepsiszentgyörgy
2014      A négy évszak                                                Kecskeméti Katona József Színház / Kecskemét City Balett
2013      Hoffmann meséi                                              Nemzeti Táncszínház / Badora Társulat
2013      Szigetek                                                          Magyar Táncművészeti Főiskola
2012      Bartókodály                                                     Bethlen Téri Színház / Badora Társulat
2012      A Per                                                               MStudio / Sepsiszentgyörgy
2012      Oversharing                                                    MU Terminal
2011      Rómeó és Júlia                                               Nemzeti Táncszínház / Badora Társulat
2010      La Fontaine Állatmesék                                  Gárdonyi Géza Színház
2010      Sans Visage                                                    Mu Színház
2010      Mozart Requiem NOZONE                             Gárdonyi Géza Színház
2009      A kaméliás hölgy                                            Gárdonyi Géza Színház
2009      Internest                                                          Mu Színház
2009      Szentivánéji álom                                            Gárdonyi Géza Színház
2009      Bifidus Essensis, avagy tűsarkon a téboly      Gárdonyi Géza Színház
2008      Diótörő                                                             Gárdonyi Géza Színház
2008      Garcia Lorca háza                                           Kecskeméti Katona József Színház
2008      Bernarda Alba Háza                                         Nemzeti Táncszínház
2007      Bolero, Tabula Rasa                                         Egri Fesztivál Balett
2006      Mozart táncok/Púder                                        Szegedi Kortárs Balett           
2005      Egy faun délutánja                                           Egri Fesztivál Balett
2004      A Halál és a Lányka                                         Egri Fesztivál Balett
2004      Falba zárva                                                      Egri Fesztivál Balett
2004      Mozart Requiem                                              Szegedi Kortárs Balett
2004      A Bár                                                               Harlekin Bábszínház
2003      Vivaldi: Négy Évszak                                       Egri Fesztivál Balett
2003      Fiesta                                                               Egri Fesztivál Balett
2002      Gyökerek                                                         Egri Fesztivál Balett
2002      Wilcsek-Úr                                                       Egri Fesztivál Balett
2001      Angyalok háborúja                                          Egri Fesztivál Balett
2001      Hüvelyk Panna                                                Egri Fesztivál Balett
2001      Mozart hajnal                                                  Egri Fesztivál Balett
2000      Titkok forrása                                                  Egri Fesztivál Balett

## Színpadi szerepei
Kecskemét City Balett
- Balett+Kőszegi   koreográfus: Barta Dóra (2017)

Badora Társulat
- Bartókodály     koreográfus: Kun Attila, Barta Dóra (2012)

Nemzeti Táncszínház
- Villik    koreográfus: Feledi János (2012)
- Bestia     koreográfus: Kun Attila (2011)
- A szikra    koreográfus: Zachár Lóránd (2011)
- Töredék    koreográfus.: Gustavo Ramirez Sansano (2011)
- Az idők folyamán    koreográfus: Feledi János (2010)
- Dido    koreográfus: Fodor Zoltán (2008)
- Bernarda Alba Háza   koreográfus: Barta Dóra (2008)

Gárdonyi Géza Színház, Eger
- Requiem NOZONE   koreográfus: Barta Dóra (2010)
- Fiatal fiú és a halál     koreográfus: Kulcsár Noémi (2010)
- Sok hűhó semmiért    koreográfus: Kulcsár Noémi (2010)
- A kaméliás hölgy   koreográfus: Barta Dóra (2009)

Fortedanse
- Kalevala    koreográfus: Horváth Csaba (2008)
- Evangélium    koreográfus: Horváth Csaba (2008)

Magyar Balett Színház
- Tűzmadár (főszerep)    koreográfus: Egerházi Attila (2007)

Szegedi Kortárs Balett
- XX.század (főszerep)    koreográfus: Juronics Tamás (2007)
- Táncszvit     koreográfus: Juronics Tamás (2005)
- Mozart táncok   koreográfus: Barta Dóra (2005)
- Kis semmiségek   koreográfus: Fodor Zoltán (2005)
- A piacere    koreográfus: Nagy Zoltán (2005)
- Háry János    rendező: Juronics Tamás (2005)
- Ismeretlen    koreográfus: Fodor Zoltán (2005)
- Tybalt (Júlia)    koreográfus: Juronics Tamás (2005)
- Atlantisz (Emberpár)   koreográfus: Juronics Tamás (2005)
- Szentivánéji álom (Helena)    koreográfus: Juronics Tamás (2004)
- Új Világ (Tűzkirálylány)    koreográfus: Juronics Tamás (2004)
- Carmen (Carmen)   koreográfus: Uri Ivgi (2004)
- Mozart: Requiem   koreográfus: Juronics Tamás (2003)
- Homo ludens    koreográfus: Juronics Tamás (2003)
- Türelem-játék?!   koreográfus: Venekei Mariann (2003)
- Tűzmadár (főszerep)    koreográfus: Juronics Tamás (2002)
- Bolero (főszerep)    koreográfus: Juronics Tamás (2002)
- A csodálatos mandarin (A Lány)        koreográfus: Juronics Tamás (2002)
- Tavaszi áldozat (A Kiválasztott)    koreográfus: Juronics Tamás (2002)
- Carmina Burana   koreográfus: Juronics Tamás (2002)
- A fából faragott királyfi, (Királylány)    kor.: Juronics Tamás (2001)

Budapest Táncszínház
- The time of the fiddle    koreográfus: Neil Verdoorn (2001)
- Semmi és soha   koreográfus: Juronics Tamás (2001)
- Fehér Lótuszok   koreográfus: Egerházi Attila (2001)
- Bocs    koreográfus: Földi Béla (2001)
- Jazz sekt    koreográfus: Földi Béla (2001)
- Metszetek    koreográfus: Földi Béla (2000)
- Védd magad    koreográfus: Raza Hammadi (2000)
- Triplex, Blue     koreográfus: Frenák Pál (1999)
- Szavanna    koreográfus: Raza Hammadi (1999)
- Esküvő, Temetés    koreográfus: Glenn van der Hoff (1999)

Company Jazz Art
- Entres dos Aquas   koreográfus: Robert North (1999)
- Para Bongo    koreográfus: Raza Hammadi (1999)
- Koprodukció és előadássorozat Limogesban (Franciaország)
- Arabesque Vache-ment Danse Póle de Lanard (1999)

Budapest Táncszínház
- Apollók és Vénuszok   koreográfus: Egerházi Attila (1998)
- Mantodea    koreográfus: Vassilij Sullich (1998)
- Sakkjátékos    koreográfus: Raza Hammadi (1998)
- In a row    koreográfus: Neil Verdoorn (1997)
- Blues Story    koreográfus: Raza Hammadi (1997)
- Arcok    koreográfus: Földi Béla (1997)
- Archipel    koreográfus: Raza Hammadi (1997)
- Holland-Magyar táncest    Koprodukció Neil Verdoorn-nel (1997)
- Egy faun délutánja   koreográfus: Raza Hammadi (1996)
- Négy évszak    koreográfus: Egerházi Attila (1996)

Montreál Művészeti Központ: Ösztöndíj 
- Orford    koreográfus: Dominique Portre (1997)

Erkel Színház
- Petipa-Ivanov-Pjotr Iljics Csajkovszkij: A diótörő (1998)
- Giuseppe Verdi: Aida (1987)

## Alkalmazott koreográfiái
- Wagner: Parsifal          Magyar Állami Operaház (2022)  Rendező: Almási-Tóth András
- Chicago      Kecskeméti Katona József Színház (2019)  Rendező: Béres Attila

- Ponchielli: Gioconda     Magyar Állami Operaház (2019)  Rendező: Almási-Tóth András
- Túl az Óperencián                   Kecskeméti Katona József Színház (2019)  Rendező: Cseke Péter
- Szörényi-Bródy: Kőműves Kelemen          Kecskeméti Katona József Színház (2018)  Rendező: Cseke Péter
- Gerschwin: Porgy és Bess      Magyar Állami Operaház (2018)  Rendező: Almási-Tóth András
- Strauss: A Denevér        Pécsi Nemzeti Színház (2017)  Rendező: Almási Tóth András
- Kálmán I.: Csárdáskirálynő    Kecskeméti Katona József Színház (2017)  Rendező: Béres Attila
- Lorca: Vérnász     Kecskeméti Katona József Színház (2017)  Rendező: Kocsis Pál
- Svarc: Hókirálynő         Kecskeméti Katona József Színház (2017)  Rendező: Cseke Péter
- Mátyássy Szabolcs: Scaevola           Miskolci Nemzeti Színház (2017)  Rendező: Almási Tóth András
- Manóvizsga         Kecskeméti Katona József Színház (2017)   Rendező: Cseke Péter
- Marschner: A Vámpír    Zeneakadémia (2017)  Rendező: Almási-Tóth András
- Kolozsi Angéla: A só     Vojtina Bábszínház (2017)  Rendező: Kuthy Ági
- Szirmai: Mágnás Miska          Kecskeméti Katona József Színház (2016)  Rendező: Rusznyák Gábor
- Kuthy Ágnes-Nagy Orsolya-Szabó T. Anna:  Az aranyhalacska, avagy a halász meg a nagyravágyó felesége       Ciróka Bábszínház (2016)  Rendező: Kuthy Ági
- Földrengés Londonban          Vígszínház (2016)  Rendező: Eszenyi Enikő
- Shakespeare: Hamlet    Kecskeméti Katona József Színház (2016)  Rendező: Rusznyák Gábor
- Frank L. Baum: Óz         Kecskeméti Katona József Színház (2016)  Rendező: Erdeős Anna
- Borban él az élet           Kecskeméti Katona József Színház (2015)  Rendező: Cseke Péter
- Szente-Bolba-Galambos: Csoportterápia          Kecskeméti Katona József Színház (2015)  Rendező: Cseke Péter
- Arisztophanész: Lüszisztraté           Kecskeméti Katona József Színház (2014)  Rendező: Szabó K. István
- Dobay András- Muszty Bea: MacVedel a kalózkísértet        Kecskeméti Katona József Színház (2014)  Rendező: Fige Attila
- Hamucipőcske     Kecskeméti Katona József Színház (2013)  Játékmester: Vári János

- Tolcsvay: Dr Herz          Kecskeméti Katona József Színház (2012)  Rendező: Szerednyey Béla
- Macskafogó        Szegedi Nemzeti Színház (2011)  Rendező: Telihay Péter
- Csajkovszkij: Anyegin            Szegedi Nemzeti Színház (2010)  Rendező: Almási Tóth András
- Lázár Ervin: Berzsián és Dideki        Nemzeti Színház, Budapest (2009)  Rendező: Almási-Tóth András
- Shakespeare: Szentivánéji álom      Gárdonyi Géza Színház (2009)  Rendező: Radoslav Milenkovic
- Gilbert- Sullivan: Kalózkaland         Szegedi Nemzeti Színház (2009)  Rendező: Almási Tóth András
- Kander-Ebb: Chicago    Gárdonyi Géza Színház (2009)  Rendező: Csizmadia Tibor
- Shakespeare: II. Richard         Budapesti Kamaraszínház (2008)  Rendező: Almási Tóth András
- Gounod: Rómeo és Júlia        Margitszigeti Szabadtéri Színpad (2008)  Rendező: Csizmadia Tibor
- Spíró György: Árpádház         Budapesti Kamaraszínház (2007)  Rendező: Almási-Tóth András
- Ibsen: Peer Gynt           Gárdonyi Géza Színház (2007)  Rendező: Csizmadia Tibor
- Bernstein: West Side Story    Gárdonyi Géza Színház (2007)  Rendező: Harangi Mária